# الکساندر ریابوشنکو
الکساندر ریابوشنکو (بلاروسی: Аляксандр Святаслававіч Рабушэнка؛ زادهٔ ۱۲ اکتبر ۱۹۹۵ ‏(۲۹ سال)) دوچرخه‌سوار اهل بلاروس است.
از باشگاه‌هایی که در آن بازی کرده‌است می‌توان به تیم یوای‌ئی امارات و تیم آستانه اشاره کرد.